# Die Mausefalle

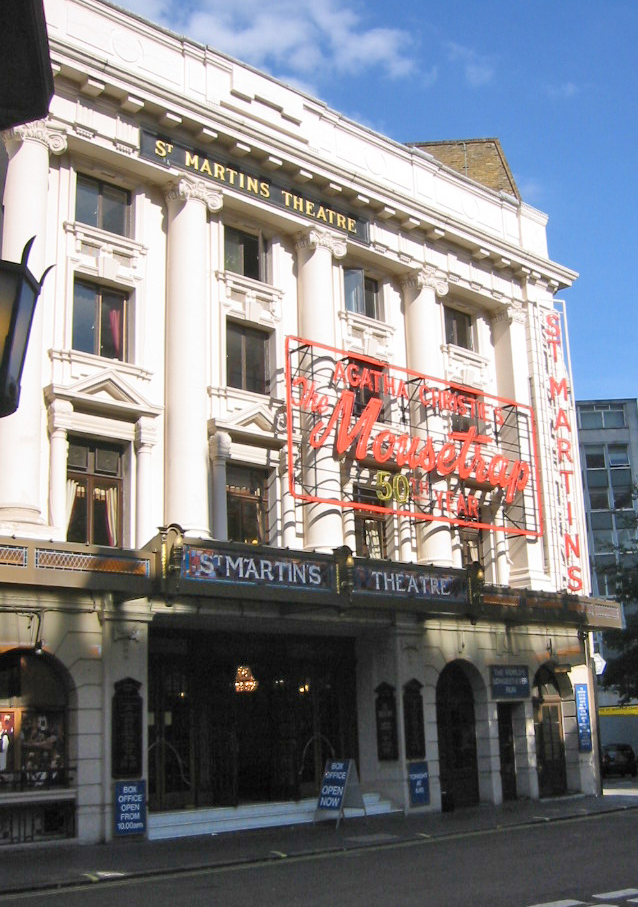
Das St. Martin’s Theatre, London (2002)

Die Mausefalle (englisch The Mousetrap) ist ein Theaterstück von Agatha Christie. Es wird seit dem 25. November 1952, mit Unterbrechung durch die COVID-19-Pandemie vom 16. März 2020 bis zum 17. Mai 2021, täglich im Londoner West End aufgeführt und ist damit das am längsten ununterbrochen aufgeführte Theaterstück der Welt.

## Entstehung
Die Mausefalle wurde ursprünglich nicht als Theaterstück, sondern als Radio-Hörspiel konzipiert. Die damalige Königinmutter Mary, bekannt als Queen Mary, wurde 1947 in einem Interview gefragt, was sie sich zum Geburtstag wünschen würde, wenn sie frei wählen dürfte. Sie antwortete darauf: „A play of Agatha Christie“ („Ein Stück von Agatha Christie“). Agatha Christie verfasste daraufhin das Hörspiel Three Blind Mice (deutsch Drei blinde Mäuse) zu ihren Ehren. Das zwanzigminütige Hörspiel wurde am 26. Mai 1947, dem 80. Geburtstag von Queen Mary, von der BBC gesendet. Der Titel bezieht sich auf einen bekannten englischen Kinderreim, der in diesem Stück vom Mörder gesungen wird.
Agatha Christie arbeitete das Hörspiel später zunächst in einen Kurzkrimi und dann in ein Bühnenstück mit zwei Akten um. Nach Abschluss der Arbeit stellte sie fest, dass es ein Theaterstück mit dem Titel Three blind mice bereits gab. Der neue Name The Mousetrap ist eine Anleihe von Shakespeare und stammt aus dem dritten Akt von Hamlet, in dem eine Theatergruppe ein „Stück im Stück“ vorführt. Hamlet antwortet auf die Frage von Claudius, welches Stück gespielt werde, „The mouse-trap“. Tatsächlich heißt das Stück The Murder of Gonzago; Hamlet spielt mit seinen Worten auf die Falle an, die er Claudius stellt, indem er ihn durch die Vorstellung mit seinen Taten konfrontiert. Die Idee, dieses Zitat als Titel zu verwenden, kam Christies Schwiegersohn Anthony Hicks, dem zweiten Ehemann ihrer Tochter Rosalind.
Die Rechte an der Mausefalle schenkte sie ihrem damals sieben Jahre alten Enkel Mathew Prichard zum Geburtstag. Alle Einnahmen aus dem Stück fielen schon zu ihren Lebzeiten ihrem Enkel zu.

## Uraufführung
Agatha Christie wählte Peter Saunders als Produzenten, der gerade ihr Stück The Hollow (dt. Das Eulenhaus) erfolgreich auf die Bühne gebracht hatte. Saunders wurde in der Folge zu einem engen Freund, und er zeichnete nicht nur für den Erfolg der Mausefalle, sondern zukünftig auch vieler weiterer Christie-Aufführungen verantwortlich. Für seine Autobiografie The Mousetrap Man verfasste Agatha Christie später das Vorwort.
Saunders gelang es, Richard Attenborough für die Rolle des Sergeant Trotter und dessen Frau Sheila Sim als Mollie Ralston zu gewinnen. Die Regie übernahm der renommierte Theaterregisseur Peter Cotes. Die Uraufführung fand im Oktober 1952 in Nottingham statt; sie war ein achtbarer, aber kein außergewöhnlicher Erfolg. Agatha Christie überarbeitete das Skript anschließend noch einmal und reduzierte die Komik zugunsten der Spannung. Sie ging davon aus, dass die Mausefalle gute Chancen hatte, acht Monate lang zu laufen.
Die Premiere im Londoner West End fand am 25. November 1952 im New Ambassadors Theatre statt und bekam überwiegend gute Kritiken. In den ersten drei Monaten war das Theater ausverkauft.

## Handlung
Die Handlung folgt dem Muster eines klassischen Whodunit. Mollie Ralston hat das alte Haus Monkswell Manor geerbt und eröffnet gemeinsam mit ihrem Ehemann Giles eine Pension. Bei den Vorbereitungen hören sie im Radio vom Mord an Maureen Lyon, der in London geschehen ist, und die Beschreibung des Täters, der am Tatort gesehen wurde. Zur Eröffnung haben sich vier Gäste angesagt – der junge, etwas sonderbare Architekturstudent Christopher Wren, die gestrenge altjüngferliche Mrs. Boyle, die distanzierte Miss Casewell und der pensionierte Offizier Major Metcalf. Mr. Paravicini überschlägt sich in der Nacht mit seinem Auto in einer Schneewehe und findet ebenfalls in der Pension Unterschlupf. Das Wetter verschlechtert sich weiter, bald sind die Straßen nicht mehr befahrbar und das Haus ist völlig von der Außenwelt abgeschnitten. Mollie Ralston erhält einen Anruf von Superintendent Hogben, der ankündigt, dass bald einer seiner Polizisten in der Pension ankommen wird, ohne zu erklären, warum. Tatsächlich schlägt sich Sergeant Trotter mit Skiern zu den Eingeschlossenen durch. Kurz nach seiner Ankunft ist auch die Telefonleitung tot.
Trotter informiert die Eingeschlossenen, dass die Adresse der Pension im Notizbuch des flüchtigen Mörders von Maureen Lyon gefunden worden ist. Hierin hat man außerdem den Hinweis „Drei blinde Mäuse“ entdeckt, und einen an die Leiche gehefteten Zettel, mit der Aufschrift „Das war die erste“. Er vermutet, dass der Mörder sich bereits im Haus aufhält. Außerdem deckt er die wahre Identität von Maureen Lyon auf: Sie heiße tatsächlich Maureen Stanning und sei erst kürzlich aus der Haft entlassen worden, zu der sie verurteilt worden war, weil sie während des Krieges auf der nahen Longridge Farm drei ihr anvertraute Kinder, die Geschwister Corrigan, misshandelt und ein Kind sogar fahrlässig hatte sterben lassen.
Bald stellt sich heraus, dass Mrs. Boyle als Mitarbeiterin des Kriegsdienstes damals die drei Kinder der Familie Stanning zuwies. Kurz darauf wird sie erwürgt in der Bibliothek gefunden. Die Suche nach dem Täter gestaltet sich schwierig. Die beiden überlebenden Corrigan-Kinder, ein Junge und ein Mädchen, sind mittlerweile erwachsen und niemand weiß, wie sie heute heißen und aussehen, auch ihr Vater ist ein möglicher Täter. Damit geraten alle Gäste gleichermaßen unter Verdacht, und auch die Ralstons, die beide unabhängig voneinander am Tag des ersten Mordes heimlich nach London fuhren. Trotter beschließt, das Verhalten aller Zeugen zum Zeitpunkt des Mordes mit vertauschten Rollen nachspielen zu lassen, um einer falschen Aussage auf die Spur zu kommen. Als sich alle auf ihre Ausgangspositionen begeben haben, findet sich plötzlich einer von ihnen allein mit dem Mörder in einem Raum wieder.

## Auflösung
Nach jeder Aufführung wird das Publikum aufgefordert, die Lösung nicht zu verraten. Auch die Presse hält sich an dieses Abkommen. Von Winston Churchill ist bekannt, dass er den Täter bereits in der Pause erriet.
Major Metcalf ist tatsächlich ein Undercover-Polizist. Er verdächtigte Trotter von Beginn an und versteckte dessen Skier, damit er nicht fliehen konnte. Außerdem bekam er von Miss Casewell einen Hinweis auf die wahre Identität Trotters.
Miss Casewell ist Trotters Schwester. Sie lebte lange auf Mallorca, bevor sie nach England zurückkehrte. Sie war auf der Suche nach ihrem Bruder, hatte aber keine Mordabsichten.
Die Ralstons sind beide unschuldig. Sie unternahmen ihre heimlichen Ausflüge nach London, um sich gegenseitig Geschenke zum Hochzeitstag zu kaufen. Als ehemalige Lehrerin der drei Kinder sollte Mollie das nächste Opfer von Trotter werden. Sie erhielt damals einen Hilferuf der Kinder, konnte aber wegen einer Krankheit nicht darauf reagieren.
Christopher Wren versuchte tatsächlich, sich zu verstecken, aber nicht vor der Polizei, sondern vor der Armee, aus der er vor kurzem desertiert war. Seinen Namen hatte er falsch angegeben, angelehnt an den berühmten Architekten Christopher Wren.
Der Mörder ist Sergeant Trotter. Er war das älteste der drei misshandelten Corrigan-Kinder und gab nur vor, ein Polizist zu sein, um in das Haus zu gelangen. Den Anruf hatte er vorgespielt, die Telefonleitung anschließend selbst gekappt.
Mr. Paravicini ist ein klassischer Roter Hering. Er wich den Fragen aus, weil er auf dem Schwarzmarkt handelt.

## Figuren
In der Reihenfolge des Auftretens:
- Mollie Ralston
- Giles Ralston
- Christopher Wren
- Mrs. Boyle
- Major Metcalf
- Miss Casewell
- Mr. Paravicini
- Detective-Sergeant Trotter

Die Mausefalle ist ein Acht-Personen-Stück, das erste Opfer des Mörders, Maureen Lyon, taucht nicht im Stück auf. Der Kurzkrimi unterscheidet sich in einigen Punkten vom Theaterstück: Mollie und Giles heißen nicht Ralston, sondern Davis mit Nachnamen, Maureen Lyon heißt bürgerlich Gregg und nicht Stanning. Die Figur der Miss Casewell kommt gar nicht vor. Außerdem war Mollie Ralston im Theaterstück selbst die Lehrerin der Kinder, im Krimi war es ihre ältere Schwester, mit der der Mörder sie verwechselte.

## Aufführungen
Die Mausefalle öffnete am 25. November 1952 im New Ambassadors Theatre, wo sie 21 Jahre lang lief, bis sie am 25. März 1974 nahtlos ins benachbarte St. Martin’s Theatre umzog, ohne auch nur eine Aufführung auszulassen. Das St. Martin’s Theatre wurde vom selben Architekten im selben Stil gebaut wie das Ambassadors und verfügt über eine etwas größere Kapazität. Das komplette Bühnenbild und die Requisiten wurden übernommen und erst im Juni 1999 zum ersten Mal ausgetauscht, wobei der ursprüngliche Stil beibehalten wurde. Das einzige Requisit, das von der Original-Kulisse des Jahres 1952 in das neue Bühnenbild übernommen wurde, ist die Uhr auf dem Kaminsims. Auch der Austausch des Bühnenbilds fand statt, ohne eine einzige Aufführung auszulassen. Erst im Rahmen der Theaterschließungen während der Covid-19-Pandemie kam es nach 28.201 Aufführungen zu einer Unterbrechung im Spielbetrieb.
Durch eine Verfügung von Agatha Christie darf die Mausefalle erst sechs Monate nach dem Ende der Aufführung in London am New Yorker Broadway gespielt werden, dieselbe Regel gilt für Australien. In Kanada jedoch wurde die Mausefalle vom 19. August 1977 bis zum 17. Januar 2004 im Toronto Truck Theatre in Toronto aufgeführt. Mit einer Laufzeit von 26 Jahren und über 9.000 Aufführungen hält sie auch in Kanada den Rekord als Theaterstück mit der längsten Laufzeit. Insgesamt wurde das Stück in 44 Ländern aufgeführt und in 24 Sprachen übersetzt. Am Berliner Kriminal Theater hat es in der Inszenierung von Wolfgang Rumpf bereits über 1350 Aufführungen (Stand Januar 2020) erreicht. Im schweizerischen Solothurn ist gar ein Theater nach dem berühmten Stück benannt. In Deutschland gründete sich in Reutlingen im Jahr 1991 ein Amateurtheater, das sich den Namen „Theater Mausefalle“ auf Grund des zuerst aufgeführten Stücks gab.
Peter Saunders verkaufte die Filmrechte schon früh an eine kleine Firma namens Romulus-Film. Allerdings unterliegen sie derselben Beschränkung, so dass eine Verfilmung erst nach dem Ende der West-End-Aufführungen möglich sein wird. Ein Kunstgriff ist in dieser Hinsicht die Inszenierung in den Wiener Kammerspielen, in denen das gesamte Stück in der Ästhetik eines Schwarz-Weiß-Filmes auf die Bühne gebracht wird.

## Zahlen und Rekorde

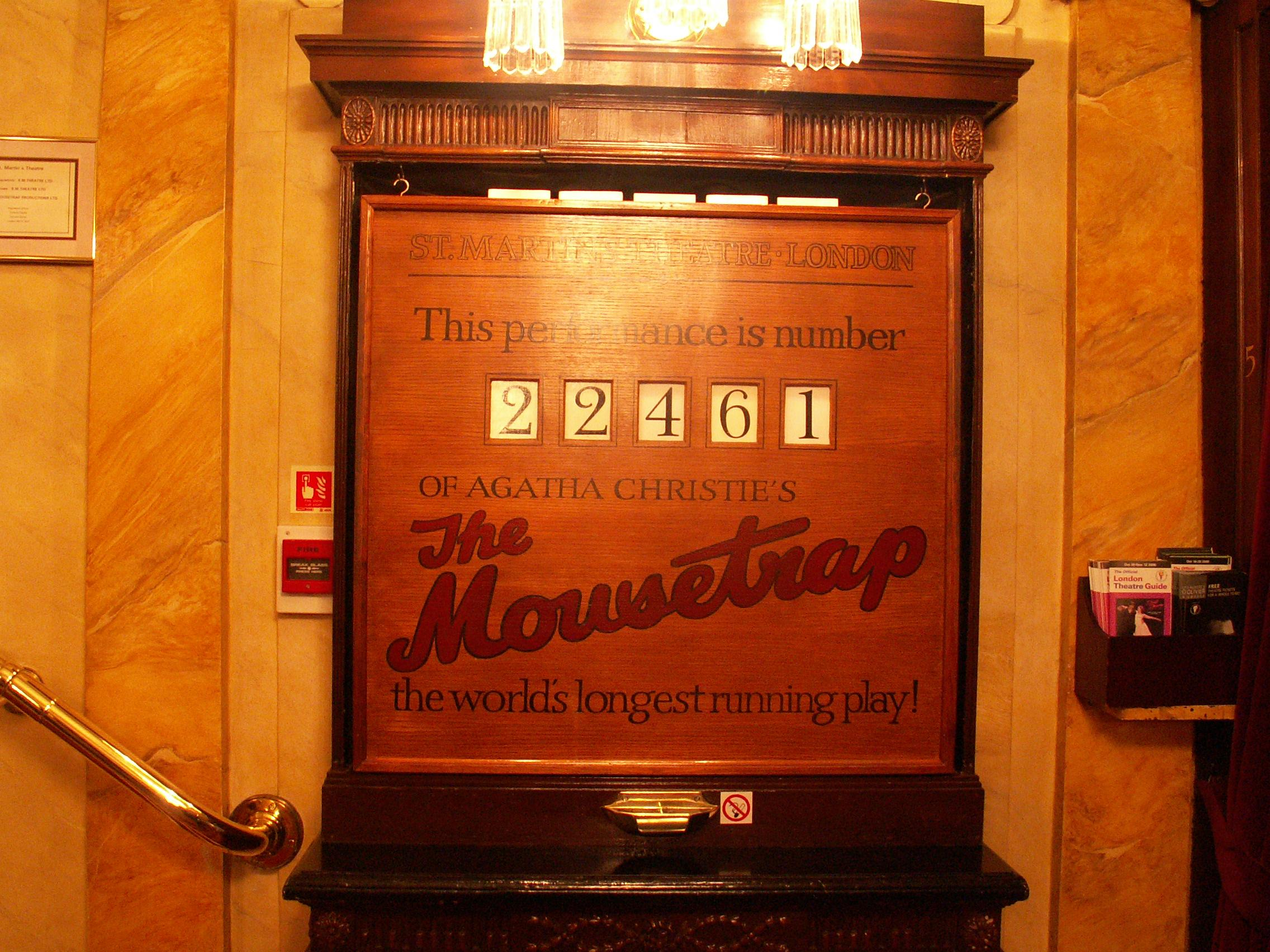
Ein Zählwerk, das alle Aufführungen seit der Uraufführung zählt.

Mit einer Laufzeit von mittlerweile über 73 Jahren und 30.020 Aufführungen (Stand 3. April 2025) ist die Mausefalle das am längsten laufende Theaterstück der Welt. Am 18. November 2012 fand die 25.000. Aufführung statt. Den britischen Rekord brach das Stück bereits am 12. April 1958. Der Schauspieler David Raven stand zwischen dem 22. Juli 1957 und dem 23. November 1968 4.575 Mal in Folge als Major Metcalf auf der Bühne und steht damit im Guinness-Buch der Rekorde. Seit Ravens Tod wird die achtköpfige Besetzung auf Anweisung von Peter Saunders jährlich gewechselt. Bis zum 50. Jubiläum im Jahr 2002 hatten bereits 350 Schauspieler und 187 Zweitbesetzungen mitgewirkt. Nancy Seabrooke war 15 Jahre und 6.240 Aufführungen lang Zweitbesetzung und stellte damit ebenfalls einen Rekord auf, tatsächlich zum Einsatz kam sie nur 72 Mal.
Für den Erfolg machte Agatha Christie neunzig Prozent Glück und die Tatsache verantwortlich, dass das Stück etwas von allem habe. Sie selbst hielt Witness for the Prosecution (deutsch Zeugin der Anklage) für ihr bestes Stück. Aber auch Peter Saunders hatte durch sein Vermarktungsgeschick großen Anteil am Erfolg. So wählte er für die Aufführungen immer sehr kleine Theater aus, das New Ambassadors hat lediglich 457 Plätze, das St. Martin’s mit 550 Plätzen nur unwesentlich mehr. Seit 1958 feierte er alljährlich sogenannte „Mousetrap-Partys“ im Londoner Savoy Hotel, um den Geburtstag des Stückes zu feiern, und hielt es damit konstant in den Schlagzeilen. Das Aufführungsverbot für den amerikanischen Broadway und Australien sichert außerdem den Besuch von Touristen aus beiden Ländern. Bereits Christies Ehemann Max Mallowan stellte in seinen Memoiren fest, dass die Mausefalle für Touristen ebenso wichtig geworden ist wie der Buckingham-Palast und der Tower.

## Kurioses
- 1958 geriet Die Mausefalle in die Schlagzeilen, weil bei einer Aufführung im Londoner Gefängnis Wormwood Scrubs zwei Häftlinge während des zweiten Aktes flohen.[13]

## Ausgaben
- Die Mausefalle und andere Fälle, übersetzt von Pieke Biermann, Fischer-TB 17726, Frankfurt am Main 2012, ISBN 978-3-596-17726-4.

Hörbücher
- Die Mausefalle. Gelesen von Hannelore Elsner. Universal Music, 1996.
- Die Mausefalle. Gelesen von Hans-Eckart Eckhardt. Hörbuchproduktionen, 2004.
- Die Mausefalle. Gelesen von Oliver Kalkofe. Der Hörverlag, 2013.

## Verfilmungen
- Die Fuchsjagd (50-minütiger Fernsehfilm des NWDR Berlin), Erstsendung: 13. April 1954, mit Erika Wolf (Mollie Ralston), Ottokar Runze (Giles Ralston), Helmut Ahner (Christopher Wren), Ernst Mattishent (Major Metcalf), Ilse Laux (Mrs. Boyle), Wolfgang Spier (Mr. Paravichine), Eva Krutina (Miss Casewell) und Rudi Geske (Detective Constable Trotter). Bearbeitung: Kurt Nachmann, Regie: Werner Simon, Hans Scholz (Fernsehregie). Eine Studioaufzeichnung des Theaterclubs im British Centre Berlin.

## Hörspiele
- Die Fuchsjagd – Eine Hörspielbearbeitung des Bayerischen Rundfunks von Willy Purucker aus dem Jahre 1958, mit einer Abspieldauer von 70'45 Minuten. Die Erstsendung fand am 15. Juni 1958 statt.

Es sprachen:
- John Pauls-Harding: Giles Ralston
- Ilse Petri: Mollie Ralston
- Peter Vogel: Christopher Wren
- Lina Carstens: Mrs. Boyle
- Wolf Ackva: Major Metcalf
- Eleonore Noelle: Miss Casewell
- Hans Magel: Mr. Paravicini
- Robert Graf: Trotter
- Kurt E. Ludwig: Radiostimme
- Ernst Höchstätter: Radiostimme

Die Musik komponierte Joachim Faber, die Regie führte Willy Purucker.
CD-Edition: Der Hörverlag 2011 (In der Sammlung Agatha Christie: Vier Hörspiele)
Weil das Kinderlied von den Drei kleinen Mäusen in Deutschland nicht geläufig ist, wurde das hier bekannte Lied Fuchs, du hast die Gans gestohlen in Anwendung gebracht, was dann zum geänderten Titel des Hörspieles führte.